# Les Beaux Jours (téléfilm)
Pour les articles homonymes, voir Les Beaux Jours.
Les Beaux Jours est un téléfilm français réalisé par Jean-Pierre Sinapi et diffusé pour la première fois le 27 septembre 2003.

## Synopsis
En 1936, deux ouvrières parties pour la première fois en congés payés faire du camping en bord de mer se découvrent sous un jour nouveau.
Eté 1936, dans le Sud-Ouest de la France. Gaby, jeune ouvrière, est ravie de profiter de ses premiers congés payés. Elle a prévu de faire le trajet à bicyclette jusqu'à la côte avec son fiancé Lucien, son amie Mado, le mari de celle-ci, Albert, et leur fils Momo. Mais au point de rendez-vous, stupeur : Albert et Lucien ont décidé de ne pas partir, par peur de perdre leur emploi. Qu'à cela ne tienne, Gaby enfourche son vélo et se met en route... vite suivie par Mado, qui laisse derrière elle mari et enfant ! Mais à l'arrivée au "camp de toile" du syndicat, Jeannot, le responsable, est surpris par l'absence de Lucien et surtout par celle d'Albert, délégué syndical. Gaby et Mado lui assurent que les hommes ne vont pas tarder à les rejoindre. Jeannot, qui n'y croit qu'à moitié, leur demande de lui régler d'avance la totalité du séjour...
Société de programmes	France 3

## Fiche technique
- Réalisation : Jean-Pierre Sinapi
- Scénario : Anne-Marie Catois et Jean-Pierre Sinapi
- Pays :  France
- Production : Lissa Pillu
- Musique : Alexandre Desplat
- Photographie : Michel Sourioux
- Montage : Catherine Schwartz
- Distribution des rôles : Paula Chevallet
- Création des décors : Geoffroy Larcher
- Création des costumes :  Eve-Marie Arnault
- Sociétés de production :  Télécip et Région Aquitaine
- Durée : 110 minutes
- Date de diffusion : 27 septembre 2003

## Distribution
- Clotilde Courau : Gaby
- Nadine Marcovici : Mado
- Bruno Lochet : Albert
- Guillaume Cramoisan : Constant
- Émilie Gavois-Kahn : Marinette
- Tristan Calvez : Raymond
- Gérald Thomassin : Lucien
- Didier Bienaimé : Aimé
- Chantal Banlier : la mère de Gaby
- Marguerite Dabrin : la jeune fille de la galerie
- Violeta Ferrer : la mère d'Aimé
- Marie-Lélia Gabriel : Gaby âgée
- François Sinapi : Jeannot Duclos
- Serpentine Teyssier : Odette Duclos
- Cyril Cremey : Le groom

## Récompense
- Meilleure réalisation pour Jean-Pierre Sinapi au Festival de la fiction TV de Saint-Tropez 2003[1]